# New Detention
New Detention é o terceiro álbum de estúdio da banda Grinspoon, lançado a 3 de Junho de 2002.

## Faixas
1. "Intro" - 0:44
2. "Anyday Anyhow" - 3:28
3. "Lost Control" - 3:29
4. "Gone Tomorrow" - 3:27
5. "Chemical Heart" - 4:38
6. "Make It Happen" - 4:05
7. "Boltcutter" - 3:21
8. "No Reason" - 3:49
9. "Killswitch" - 3:32
10. "1000 Miles" - 2:21
11. "Damn Straight" - 3:53
12. "Hate" - 3:39

## Créditos
- Phil Jamieson - Vocal
- Pat Davern - Guitarra
- Joe Hansen - Baixo
- Kristian Hopes - Bateria